# Xylica tomsi
Xylica tomsi är en insektsart som beskrevs av Brock 2005. Xylica tomsi ingår i släktet Xylica och familjen Bacillidae. Inga underarter finns listade i Catalogue of Life.